# Liste der Monuments historiques in Charbogne
Die Liste der Monuments historiques in Charbogne führt die Monuments historiques in der französischen Gemeinde Charbogne auf.

## Liste der Immobilien
| Bezeichnung           | Beschreibung                                       | Standort               | Kennzeichnung | Schutzstatus | Datum | Bild           |
| --------------------- | -------------------------------------------------- | ---------------------- | ------------- | ------------ | ----- | -------------- |
| Kirche St-Rémi        | aus dem 15. Jahrhundert                            | Rue de l’Église (Lage) | PA00078359    | Classé       | 1913  | weitere Bilder |
| Befestigter Bauernhof | auch Château de Charbogne; aus dem 16. Jahrhundert | 11 Grande-Rue (Lage)   | PA00078360    | Inscrit      | 1948  | weitere Bilder |

## Liste der Objekte
| Bezeichnung                 | Beschreibung  | Standort                     | Kennzeichnung | Schutzstatus | Datum | Bild |
| --------------------------- | ------------- | ---------------------------- | ------------- | ------------ | ----- | ---- |
| Skulptur Heiliger Sebastian | Holz, um 1700 | in der Kirche St-Rémi (Lage) | PM08000102    | Classé       | 1933  |      |